# Mara Rosa
Mara Rosa este un oraș în Goiás (GO), Brazilia.